# Stráža
Stráža (in ungherese Nemesőr) è un comune della Slovacchia facente parte del distretto di Žilina, nella regione omonima.